# Saint-Étienne-aux-Clos
 Saint-Étienne-aux-Clos  là một xã thuộc tỉnh Corrèze trong vùng Nouvelle-Aquitaine miền trung Pháp.